# Dompierre-sur-Yon
Dompierre-sur-Yon település Franciaországban, Vendée megyében. Lakosainak száma 4535 fő (2022. január 1.). Dompierre-sur-Yon Bellevigny, Chauché, La Ferrière, La Merlatière, Mouilleron-le-Captif, Le Poiré-sur-Vie, La Roche-sur-Yon, Saint-Denis-la-Chevasse és Essarts-en-Bocage községekkel határos.

## Népesség
A település népességének változása:
| Lakosok száma | 4144 | 4227 | 4336 | 4244 | 4294 | 4344 | 4394 | 4457 | 4535 |
|               | 2013 | 2015 | 2016 | 2017 | 2018 | 2019 | 2020 | 2021 | 2022 |